# 中卫乡
中卫乡，是中华人民共和国山西省临汾市翼城县下辖的一个乡镇级行政单位。

## 行政区划
中卫乡下辖以下地区：
中卫村、武子官庄村、赵家村、南北绛村、史庄村、屋山村、木坂村、东上卫村、南上卫村、吴寨村、人望村、北庙村、南庙村、浍史村、东浮图村、西浮图村、贯上堡村、辛庄村、甘泉村、三合村、石佛村、岳庄村、玉石鄢村、店上村、石邱村、青洼村、柏峪村、后洼村、四望村、下庄村和李庄村。